# Chepstow Racecourse

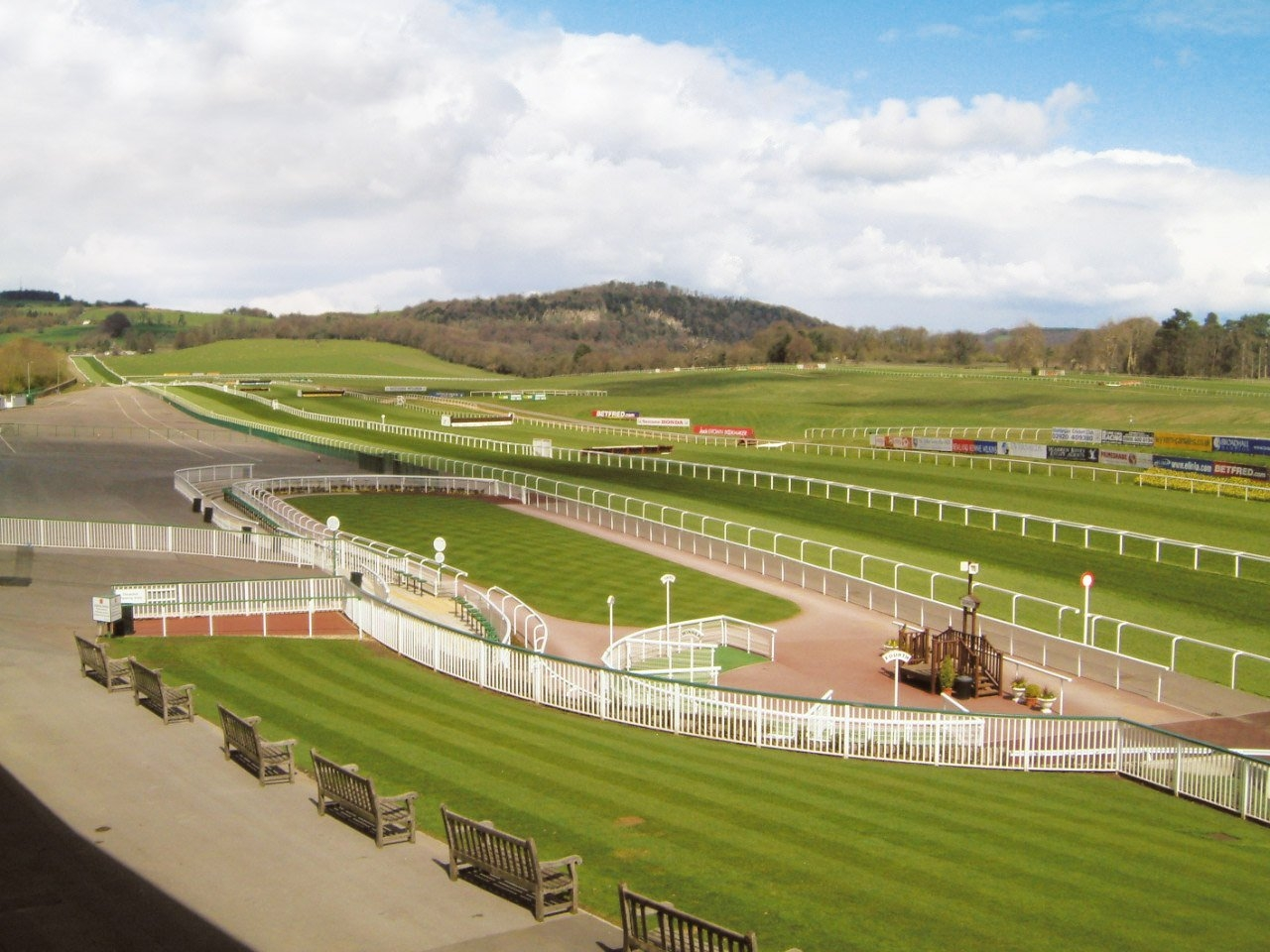
Chepstow Racecourse

Chepstow Racecourse is een paardenrenbaan in Chepstow. Ze ligt ten noorden van het centrum van Chepstow op het terrein van het voormalige Piercefield House, waarvan nog enkel een ruïne is overgebleven. De renbaan werd geopend in 1926. Tijdens de Tweede Wereldoorlog werd ze gebruikt als vliegveld door de Royal Air Force. De baan is nu eigendom van de Arena Racing Company.
De omloop is iets minder dan 2 Engelse mijl (3.200 meter) lang. De rechte lijn is ongeveer 1.000 meter lang. Er worden zowel vlakke races als hindernisraces gehouden.
Het is een van de belangrijkste renbanen van Wales. Sedert 1949 wordt hier de Welsh National gehouden, een handicap race over bijna zes kilometer en 22 hindernissen. De race vindt plaats op het einde van het jaar.